# Guaraná Antarctica
Guaraná Antarctica es la bebida con sabor a guaraná más popular de Brasil. Creada en 1921 por la Companhia Antarctica Paulista hace ahora parte de Ambev. La bebida está también disponible en Argentina, Bolivia, Chile, Costa Rica, Ecuador, España, Estados Unidos, México, Panamá, Paraguay, Perú, Portugal, República Dominicana, Uruguay.

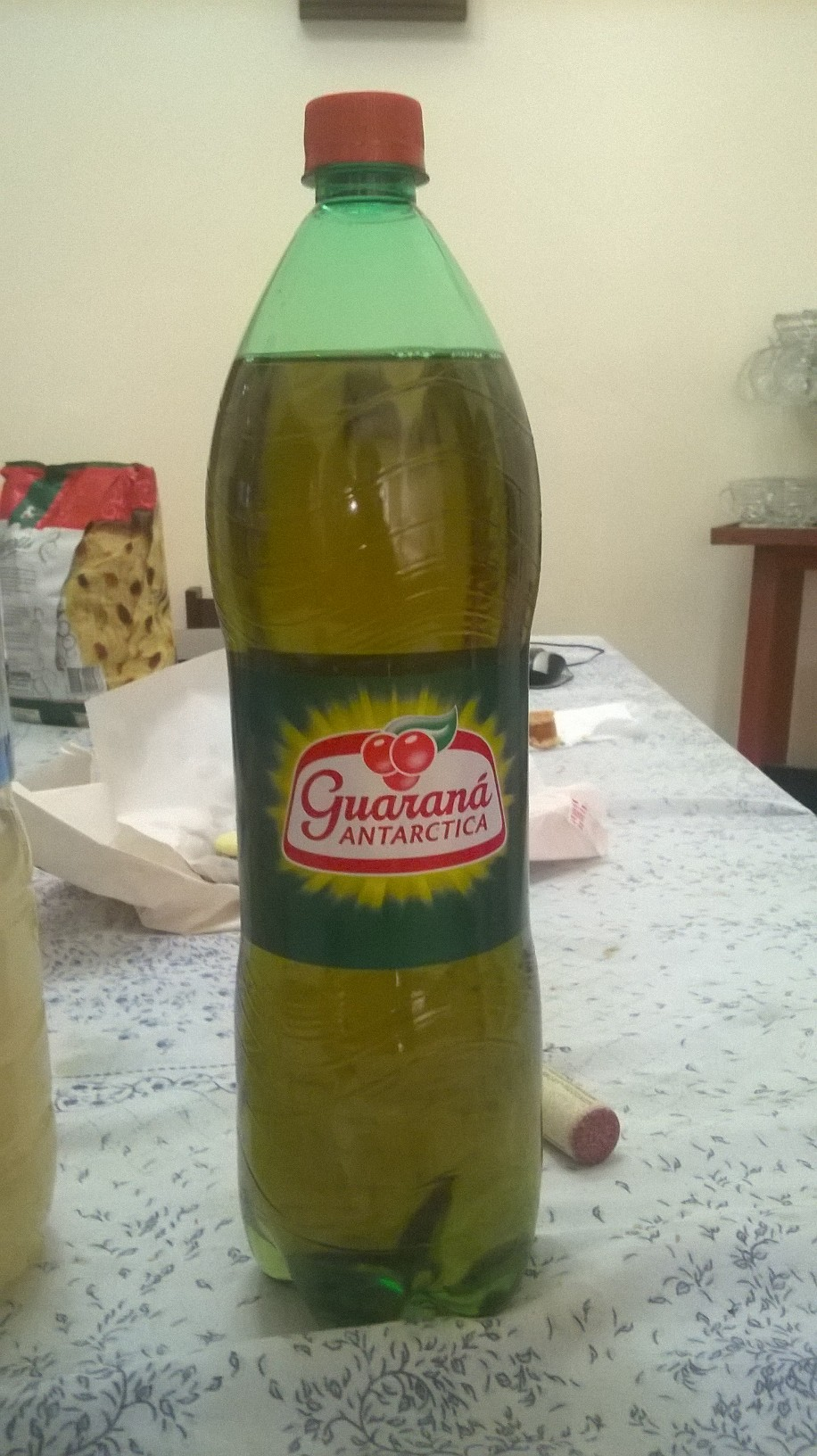
Botella de Guaraná Antarctica de 1,5 litros.

Es el patrocinador oficial de la Selección de fútbol de Brasil. Uno de sus comerciales de 2006 incluyó al futbolista argentino Diego Armando Maradona vistiendo la casaca verdeamarela del equipo brasileño y cantando el himno nacional de ese país antes de despertarse y darse cuenta de que todo había sido una pesadilla. La publicidad causó controversias en Argentina.
Aparte, también se muestra como patrocinador del piloto de Fórmula 1 Felipe Massa, cuando aparece tomándose su bebida habitual, su lata aparece con la decoración de la lata de Guaraná Antártica.
Otro controvertido comercial de Guaraná Antarctica fue el spot televisivo mostrando las plantaciones de guaraná en la región del Amazonas, junto a un narrador explicando el procesamiento básico de la producción de Guaraná Antarctica. En el final del spot el narrador dice: "Ahora pídale a Coca-Cola que muestre las plantaciones de coca..."
- Datos: Q2471375
- Multimedia: Guaraná Antarctica / Q2471375